# لعبت والا
لعبت والا (زادهٔ ۲۰ آبان ۱۳۰۹) شاعر، ترانه‌سرا، روزنامه‌نگار و داستان‌نویس اهل ایران است.
پدرش محمدحسین والا، ملقب به ظهیرالسلطان، و مادرش منیر خلخالی بود.
او از اواخر دههٔ بیست شروع به فعالیت فرهنگی کرد و از سال ۱۳۴۰ به ترانه‌سرایی پرداخت. لعبت والا از نخستین دانش‌آموختگان دورهٔ روزنامه‌نگاری دانشکدهٔ حقوق دانشگاه تهران است. 
سال‌ها در مجلهٔ هفتگی سیاسی و اجتماعی «تهران مصور» که برادرش مهندس عبدالله والا، مدیر مسئول هفته نامهٔ «تهران مصور» بود، کار می‌کرد و سردبیر مجلهٔ «کوچولوها» ی آن نشریه بود. 
این شاعر و نویسنده، پس از سال‌ها فعالیت در مجلهٔ «تهران مصور»، کارمند وزارت فرهنگ و هنر، سرپرست شورای تهیه و تنظیم برنامه‌های موسیقی ایرانی در رادیو و تلویزیون و از ترانه‌سرایان گروه‌های موسیقی این وزارتخانه شد. 
در کارنامهٔ هنری او علاوه بر فعالیت در زمینهٔ ادبیات، تجربه‌هایی نیز در زمینهٔ طراحی داستان اپرا و باله نیز به چشم می‌خورد.
لعبت والا در سال ۱۳۵۷ ایران را ترک کرد و برای ادامهٔ تحصیل به استرالیا رفت و در رشتهٔ مطالعات خاورمیانه لیسانس گرفت و سپس مقیم انگلستان شد. او مدتی بعد به همکاران روزنامهٔ «کیهان لندن» پیوست.

## کتابشناسی
از این شاعر و نویسنده، تاکنون چهار مجموعهٔ شعر با نام «گسسته»، «رقص یادها»، «پرگشودن‌ها به هوای پرواز» و «فردایی دیگر» و یک رمان به نام «تا وقتی خروس می‌خواند» منتشر شده‌است. 
رقص یادها مجموعه دو کتاب قدیم و سروده‌های تازه این شاعر است که توسط نشر باران منتشر شده‌است.

## نمونه شعر
یکی از غزل‌های زیبای او غوغا نام دارد که با مطلع زیر شروع می‌شود:
| گر چه چشم تو پی بردن دلهاست هنوز  |  | دیدهٔ منتظرم غرق تمناست هنوز      |
| خنده بر لب زده‌ام تا بتو نزدیک شوم |  | بخدا سینه پر از حسرت غمهاست هنوز |

## ترانه‌ها
| خواننده      | نام ترانه     | ترانه سرا | آهنگساز    |
| ------------ | ------------- | --------- | ---------- |
| هوشمند عقیلی | اینجا و اونجا | لعبت والا | محمد حیدری |
| پریسا        | باغ رویا      | لعبت والا | عباس خوشدل |